# Lopo do Nascimento
Lopo Fortunato Ferreira do Nascimento (Luanda, 10 de juny de 1942) és un polític d'Angola, actualment retirat. Va servir com a primer Primer ministre d'Angola des de l'11 de novembre de 1975 al 9 de desembre de 1978 i fou secretar general del Moviment Popular per a l'Alliberament d'Angola (MPLA). Pertany a l'ètnia ambundu.
Nascimento va ser posteriorment Ministre d'Administració Territorial; després de dimitir del càrrec, fou substituït per Paulo Kassoma el 9 d'abril 1992. Fou elegit secretari del comitè central del MPAA en 1993.
Va ser el 66è candidat de la llista nacional del MPLA a les eleccions legislatives d'Angola de 2008. Va obtenir un escó en les eleccions, en les que el MPLA va obtenir una ampla majoria a l'Assemblea Nacional d'Angola.
El 27 de gener de 2013 va anunciar la seva retirada de l'activitat política.